# Iz žizni načal'nika ugolovnogo rozyska
Iz žizni načal'nika ugolovnogo rozyska (Из жизни начальника уголовного розыска) è un film del 1983 diretto da Stepan Pučinjan.

## Trama
Il capo del dipartimento investigativo criminale ha un complicato rapporto con un ladro, che cambia con l'emergere di una situazione critica.